# Ghaith
Ghaith ou ghayt (en arabe : غيث) est un prénom arabe dont l'origine remonte avant la période islamique.
Ghaith est un prénom d'origine arabe qui signifie "pluie bienfaisante" ou "secours". Il désigne aussi la première pluie régénératrice de l'année, celle qui transforme la steppe en une étendue verte en quelques heures. Cette pluie, bien qu’intense, est généralement courte et symbolise une bénédiction, une générosité naturelle et une aide providentielle.
Dans son usage comme prénom, Ghaith est souvent associé à des qualités humaines telles que la gentillesse, la bienveillance, et la capacité à apporter réconfort et soutien. Dans la littérature arabe, le terme Ghaith est également utilisé de manière poétique pour évoquer la pluie ou le secours arrivant au moment opportun.